# XXX (album de Danny Brown)
Pour les articles homonymes, voir XXX.
Albums de Danny Brown
The Hybrid
(2010) Black and Brown!
(2011)
XXX (prononcé(s) « thirty » pour « trente » en chiffres romains, voire "triple X" comme la lettre X à la fin de son premier morceau introductif homonyme) est le deuxième album studio de Danny Brown, sorti le 15 août 2011, justement l'année de ses 30 ans auxquels semble faire (à son tour ?) allusion le 19e et dernier morceau hors-boni dudit opus intitulé cette fois en ces chiffres arabes 3 & 0 (voir leur liste plus bas), beaucoup de morceaux de l'album ayant de surcroît des paroles explicitement pornographiques, crues, et complaisantes en matière de stupéfiants, pouvant aussi expliquer son titre à trois X.
Cet album a été diffusé en téléchargement gratuit sur le site du label Fool's Gold Records. Une édition Deluxe avec trois titres supplémentaires et un livret numérique a été mise en vente sur iTunes le 13 mars 2012.
Très bien accueilli par la critique, l'opus a été classé à la 19e place des « 50 meilleurs albums de 2011 » par Pitchfork. Le magazine Spin l'a placé en tête des « 40 meilleurs albums de rap de 2011 » et Complex à la 8e place des « 10 meilleurs albums de rap des cinq dernières années ».

## Liste des titres
| No  | Titre                                                      | Contient un / des sample(s) de :                                                          | Durée |
| --- | ---------------------------------------------------------- | ----------------------------------------------------------------------------------------- | ----- |
| 1.  | XXX (produit par Frank Dukes)                              |                                                                                           | 1:51  |
| 2.  | Die Like a Rockstar (produit par SKYWLKR)                  | Synthetic Substitution, de Melvin Bliss                                                   | 2:26  |
| 3.  | Pac Blood (produit par BrandUn DeShay)                     | English House, des Fleet Foxes Nautilus, de Bob James                                     | 2:32  |
| 4.  | Radio Song (produit par BrandUn DeShay)                    |                                                                                           | 2:22  |
| 5.  | Lie4 (produit par SKYWLKR)                                 |                                                                                           | 3:12  |
| 6.  | I Will (produit par Squadda Bambino)                       |                                                                                           | 3:16  |
| 7.  | Bruiser Brigade (featuring Dopehead – produit par SKYWLKR) |                                                                                           | 3:45  |
| 8.  | Detroit 187 (featuring Chip$ – produit par Nick Speed)     |                                                                                           | 3:05  |
| 9.  | Monopoly (produit par Quelle)                              |                                                                                           | 2:45  |
| 10. | Blunt After Blunt (produit par SKYWLKR)                    |                                                                                           | 3:26  |
| 11. | Outer Space (produit par SKYWLKR)                          |                                                                                           | 2:44  |
| 12. | Adderall Admiral (produit par Paul White)                  | You Know You're Only Dreaming, de Hawkwind Horizontal Hold, de This Heat                  | 1:43  |
| 13. | DNA (produit par Frank Dukes)                              |                                                                                           | 2:57  |
| 14. | Nosebleeds (produit par DJ House Shoes)                    | Time Traveller, d' "In Search of Orchestra"                                               | 1:37  |
| 15. | Party All the Time (produit par BrandUn DeShay)            | Run to the Sun, de N*E*R*D                                                                | 3:28  |
| 16. | EWNESW (produit par Quelle)                                | What More Do You Want From Me, d'Al Green                                                 | 2:23  |
| 17. | Fields (produit par Paul White)                            | Illusion, de Geinoh Yamashirogumi You're Getting a Little Too Smart, des Detroit Emeralds | 2:33  |
| 18. | Scrap or Die (produit par Paul White)                      | Trap or Die, de Young Jeezy                                                               | 3:56  |
| 19. | 30 (produit par SKYWLKR)                                   | Nights Out, de Metronomy                                                                  | 3:18  |

| 20. | Baseline (produit par SKYWLKR)     | 2:40 |
| 21. | Witit (produit par SKYWLKR)        | 2:43 |
| 22. | Shouldn't of (produit par SKYWLKR) | 2:29 |